# Seznam gokturških kaganov
Kagan (turško kağan) je bil naslov vladarjev srednjeveških turških ljudstev. Prvi in Drugi turški kaganat sta bila cesarstvi, ki jima je vladalo gokturško pleme Ašina. Kaganata sta od leta  552 do 745 obsegala velik del Srednje Azije in Mongolske planote z veliko združenimi turškimi plemeni. Zgodovina kaganatov je bila burna. V 6. stoletju  sta izpodbijala oblast številnih dinastij v osrednjih nižinah. Ob koncu 6. stoletja je bil kaganat po državljanski vojni razdeljen na vzhodno in zahodno polovico. V drugi polovici 7. stoletja je obe polovici  premagala dinastija Tang, vendar sta leta 682 ponovno pridobili neodvisnost. 

## Kagani Turškega kaganata
| Ime                                                                | Osebno ime in drugi naslovi                                                                                 | Katun | Vladanje | Komentar           |
| ------------------------------------------------------------------ | --- | --- | -------- | ------------------ |
| Bumin kagan / Ilig kagan (Yii) 伊利可汗                            | "Tumen" "土門" / "土门"                                                                                     | princesa Čangle 長樂公主 / 长乐公主 iz Zahodnega Veja | 552      |                    |
| Isik kagan 乙息記可汗 / 乙息记可汗                                 | Keluo / K'o-lo 科羅 / 科罗                                                                                  | | 552–553  | Sin Bumin kagana.  |
| Mukan kagan 木桿可汗 / 木杆可汗                                    | Yandou / Yen-to 燕都, "俟斤"                                                                                | | 553–572  | Sin Bumin kagana.  |
| Taspar kagan (Tuobo) 佗缽可汗 / 佗钵可汗                           | | | 572–581  | Sin Bumin kagana.  |
| neznano vladarsko ime                                              | Ašina Anluo / An-lo 庵邏 / 庵逻                                                                             | | 581      | Sin Taspar kagana. |
| Išbara kagan (Šabolue) 沙缽略可汗 / 沙钵略可汗                     | Šetu / She-t'u 攝圖 / 摄图 Il Kul Šad Baga Išbara kagan 伊利俱盧設莫何始波羅可汗 / 伊利俱卢设莫何始波罗可汗 | princesa Čjandžin iz Severnega Džoua. 千金公主 Po padcu Severnega Džoua dobila vzdevek Jang in postala princesa Daji iz dinastije Sui 大義公主 / 大义公主 | 581–587  | Sin Isik kagana    |
| Baga kagan / Jabgu kagan Mohe Kehan 莫何可汗 / Jehe Kehan 葉護可汗 | Čuluohou / Ch'u-lo-hou 處羅侯 / 处罗侯                                                                      | | 587–588  | Sin Isik kagana.   |
| Tulan kagan Dulan Kehan 都藍可汗                                   | Jongjulu / Jung-yü-lü 雍虞閭 / 雍虞闾                                                                       | | 588–599  | Sin Išbara kagana. |

## Jabguja zahodnega dela Turškega kaganata
| Ime                               | Osebno ime in drugi naslovi                   | Katun | Vladanje | Komentar                  |
| --------------------------------- | --------------------------------------------- | ----- | -------- | ------------------------- |
| Istemi 葉護可汗 / 叶护可汗        | Istemi Šidianmi / Ših-tien-mi 室點密 / 室点密 |       | 552–575  | Mlajši brat Bumin kagana. |
| Tardu (Datou) 達頭可汗 / 达头可汗 | Dianjue / Tien-chüeh 玷厥                     |       | 575–602  | Istemijev sin.            |

## Kagani Apove veje
| Ime                        | Osebno ime in drugi naslovi            | Katun | Vladanje | Komentar                               |
| -------------------------- | -------------------------------------- | ----- | -------- | -------------------------------------- |
| Apa kagan (Abo) 阿波可汗   | Daluobian / Ta-lo-pien 大邏便 / 大逻便 |       | 581–587  | Sin Mukan kagana.                      |
| Niri kagan (Nili) 泥利可汗 |                                        |       | 587–601  | Sin Jangsu Tigina, vnuk Tarduš kagana. |

## Kagani Vzhodnega turškega kaganata
| Ime                                     | osebno ime in drugi naslovi                               | Katun | Vladanje | Komentar           |
| --------------------------------------- | --------------------------------------------------------- | --- | -------- | ------------------ |
| Jami kagan (Kimin) 啟民可汗 / 启民可汗  | Rangan / Jan-kan 染干 Tölis Qaghan 突利可汗 / 突利可汗    | princesa Anji 安義公主 / 安义公主 (597–599) iz dinastija Sui, princesa Jičeng 義成公主 / 义成公主 (599–) iz dinastije Sui. | 599–609  | Sin Išbara kagana. |
| Šibi kagan 始畢可汗 / 始毕可汗          | Duodžiši/ To-chi-shih 咄吉世                              | princesa Jičeng 義成公主 / 义成公主                                                                                        | 609–619  | Sin Jami kagana.   |
| Čulo kagan 處羅可汗 / 处罗可汗          | "Ilteber Šad" "俟利弗設" / "俟利弗设"                     | princesa Jičeng 義成公主 / 义成公主                                                                                        | 619–620  | Sin Jami kagana.   |
| Ilig kagan (Hsieli) 頡利可汗 / 颉利可汗 | Duobi / To-pi 咄苾 "Baghatur Šad" "莫賀咄設" / "莫贺咄设" | princesa Jičeng 義成公主 / 义成公主                                                                                        | 620–630  | Sin Jami Kagana.   |

## Kagani pod dinastijo Tang
| Ime                          | Osebno ime in drugi naslovi            | Katun | Vladanje | Komentar              |
| ---------------------------- | -------------------------------------- | ----- | -------- | --------------------- |
| Čelebi kan 俟力苾可汗        | Simo / Ssu-mo 思摩                     |       | 639–644  | Sin Tugruk Šada.      |
| Čebi kan 車鼻可汗 / 车鼻可汗 | Hubo / Hu-po 斛勃                      |       | 646–649  |                       |
| Ašina Nišufu                 | Nizuk beg Nishoufu / Ni-shou-fu 泥熟匐 |       | 679–680  |                       |
| Ašina Funian                 | Funien / Fu-nien 伏念                  |       | 680–681  | Sorodnik Ilig kagana. |

## Kagani Zahodnega turškega kaganata
| Ime                                                               | Osebno ime in drugi naslovi                            | Katun                                               | Vladanje | Komentar                                    |
| ----------------------------------------------------------------- | ------------------------------------------------------ | --------------------------------------------------- | -------- | ------------------------------------------- |
| Hešana kagan 曷娑那可汗, 曷薩那可汗                               | Taman 達曼 / 达曼 Nijue Chuluo Kehan 泥厥處羅可汗      | princesa Šinji 信義公主 / 信义公主 iz dinastije Sui | 604–611  | Sin Niri kagana.                            |
| Šeguj kagan 射匱可汗 / 射匮可汗                                   |                                                        |                                                     | 610–617  | Sin Tugluk jabguja. Vnuk Tardu kagana.      |
| Tong jabgu kagan (Tongjehu) 統葉護可汗 / 统叶护可汗               |                                                        |                                                     | 617–630  | Sin Tugluk jabguja. Vnuk Tardu kagana.      |
| Kulug Sibir 莫賀咄可汗 / 莫贺咄可汗                               |                                                        |                                                     | 630      | Sin Tugluk jabguja, vnuk Tarduš kagana.     |
| Si jabgu kagan 肆葉護可汗 / 肆叶护可汗                            | Dieli Tegin 咥力特勒                                   |                                                     | 630–632  | Sin Tuluk jabgu kagana.                     |
| Dulu kagan 咄陸可汗 / 咄陆可汗                                    | Nizuk 泥孰 吞阿婁拔奚利咄陸可汗 / 吞阿娄拔奚利咄陆可汗 |                                                     | 632–634  | Sin Bagatur kagana.                         |
| Išbara Tolis 沙缽羅咥利失可汗 / 沙钵罗咥利失可汗                  | Tonga / Tongra 同俄                                    |                                                     | 634–639  | Sin Bagatur kagana.                         |
| Jukuk šad 乙毗咄陸可汗 / 乙毗咄陆可汗                             | Jukuk šad 欲谷設 / 欲谷设                              |                                                     | 638–642  | Vnuk Tugluk jabguja.                        |
| Ilig Kutlug beg kagan (rival) 乙屈利失乙毘可汗 / 乙屈利失乙毗可汗 |                                                        |                                                     | 639–640  | Sin Išbara kagana.                          |
| Jukuk šad (rival) 乙毗沙缽羅葉護可汗 / 乙毗沙钵罗叶护可汗         | Tigin 薄布特勒                                         |                                                     | 639–641  | Sin Gena šada.                              |
| Ašina Helu 乙毗射匱可汗 / 乙毗射匮可汗                            |                                                        |                                                     | 642–653  | Sin Ilig Kul Bilge kagana. Vnuk Apa kagana. |
| Išbara kagan 沙缽羅可汗 / 沙钵罗可汗                              | Helu 賀魯 / 贺鲁                                       |                                                     | 650–658  | Sin Bori šada. Vnuk Tugluk jabguja.         |

## Šingšivang kagani
| Ime                    | Osebno ime in drugi naslovi          | Katun | Vladanje | Komentar             |
| ---------------------- | ------------------------------------ | ----- | -------- | -------------------- |
| Ašina Miše             | 阿史那弥射 莫贺咄叶护 奚利邲咄陆可汗 |       | 657–662  |                      |
| Ašina Dudžī Onok kagan | 阿史那都支 十姓可汗                  |       | 671–679  |                      |
| Ašina Juančing         | 阿史那元庆                           |       | 685–692  | Sin Ašina Miše.      |
| Ašina Tuizi            | 阿史那俀子                           |       | 693–694  | Sin Ašina Juančinga. |
| Ašina Šjan             | 阿史那献                             |       | 708–717  | Sin Ašina Juankinga. |
| Ašina Džen             | 阿史那震                             |       | 735–736  | Sin Ašina Šjana.     |

## Kagani Mongolije
| Ime                                 | Osebno ime in drugi naslovi | Katun | Vladanje | Komentar             |
| ----------------------------------- | --------------------------- | ----- | -------- | -------------------- |
| Ašina Budžen                        | 阿史那步真                  |       | 657–667  |                      |
| Ašina Huseluo Džiedžong Šidžu kagan | 阿史那斛瑟罗 竭忠事主可汗   |       | 685–703  | Sin Ašina Budžena.   |
| Ašina Huajdao                       | 阿史那怀道                  |       | 704–708  | Sin Ašina Huseluoja. |
| Ašina Hsin                          | 阿史那昕                    |       | 740–742  | Sin Ašina Huajdaa.   |

## Kagani Drugega turškega kaganata
| Ime                                     | Osebno ime in drugi naslovi | Katun          | Vladanje | Komentar                    |
| --------------------------------------- | --------------------------- | -------------- | -------- | --------------------------- |
| Ilteriš kagan 頡跌利可汗 / 颉跌利可汗   | Kutlug 那骨咄祿 / 骨咄禄    | El Bilge katun | 682–694  | Sorodnik Ilig kagana.       |
| Kapagan kagan 遷善可汗 / 迁善可汗       | Mòchuò 默啜                 |                | 694–716  | Mlajši brat Ilteriš kagana. |
| Inel kagan 拓西可汗                     | 匐俱                        |                | 716–717  | Sin Kapagan kagana.         |
| Bilge kagan 毗伽可汗                    | Bögü 默棘連 / 默棘连        | Po Beg         | 717–734  | Sin Ilteriš kagana.         |
| Jolig kagan 伊然可汗                    | -                           |                | 734-739  | Sin Bilge kagana.           |
| Tengri kagan 登利可汗                   | -                           |                | 739–741  | Sin Bilge kagana.           |
| Kutlug jabgu kagan 骨咄葉護             | 骨咄                        |                | 741–742  |                             |
| Ašina Ši 頡跌伊施可汗 / 颉跌伊施可汗    |                             |                | 742–744  | Uti beg.                    |
| Ozmiš kagan 烏蘇米施可汗 / 乌苏米施可汗 |                             |                | 742–744  | Sin Pan Kul Tigina.         |
| Kagan z belimi obrvmi 白眉可汗          | Kulun beg 鶻隴匐 / 鹘陇匐   |                | 744-745  | Sin Pan Kul Tigina.         |
| El Etmiš kagan                          |                             |                | 747–759  | Sin Bilge kagana.           |
| Bugu kagan                              |                             |                | 759–779  |                             |